# ضريح السيد ركن الدين
ضريح السيد ركن الدين (بالفارسية: آرامگاه سید رکن‌الدین) هو ضريح تاريخي يعود إلى القرن الثامن الهجري، ويقع في يزد.